# يان كريسويل
يان كريسويل (بالإنجليزية: Ian Cresswell)‏ هو ملحن أسترالي، ولد في 1968.